# Dobytí Brielle
Dobytí Brielle vodními gézy dne 1. dubna 1572 znamenalo obrat v povstání Sedmnácti nizozemských provincií proti Španělsku v osmdesátileté válce. Nešlo o složitou vojenskou akci, protože přístav Brielle nikdo výrazně nebránil, ale městečko poskytlo rebelům první oporu na souši v době, kdy povstání bylo téměř poraženo, a poskytlo tak zázemí pro novou vzpouru v celém Nizozemsku, která vedla ke vzniku Nizozemské republiky.

## Průběh
Vodní gézy vedl Vilém van der Marck, hrabě z Lumey a dva jeho kapitáni, Vilém Bloys van Treslong a Lenaert Jansz de Graeff. Poté, co je Alžběta I. vyhnala z Anglie, opustili Dover a hledali místo, kde by ukryli svých 25 lodí. Původní plán byl zaútočit na Enkhuizen, nicméně kvůli bouři skončila flotila gézů jižněji u holandského pobřeží, poblíž města Brielle. Gézové byli překvapeni, když od místního převozníka zjistili, že španělská posádka přístav opustila, aby se vypořádala s problémy v Utrechtu. Večer 1. dubna se 600 mužů vydalo do nechráněného přístavu. Jejich vůdci se rozhodli nárokovat město pro Viléma Oranžského, který byl do roku 1559 místodržitelem nizozemských provincií, od roku 1567 v exilu. Starosta a městská rada to odmítli, protože gézové byli pověstní svým rabováním. Gézové pak zaútočili na severní bránu a prolomili ji. Rychle se vypořádali se Španěly a ovládli město. Tímto způsobem se Brielle stalo prvním městem, které ovládli povstalci.

## Tradice

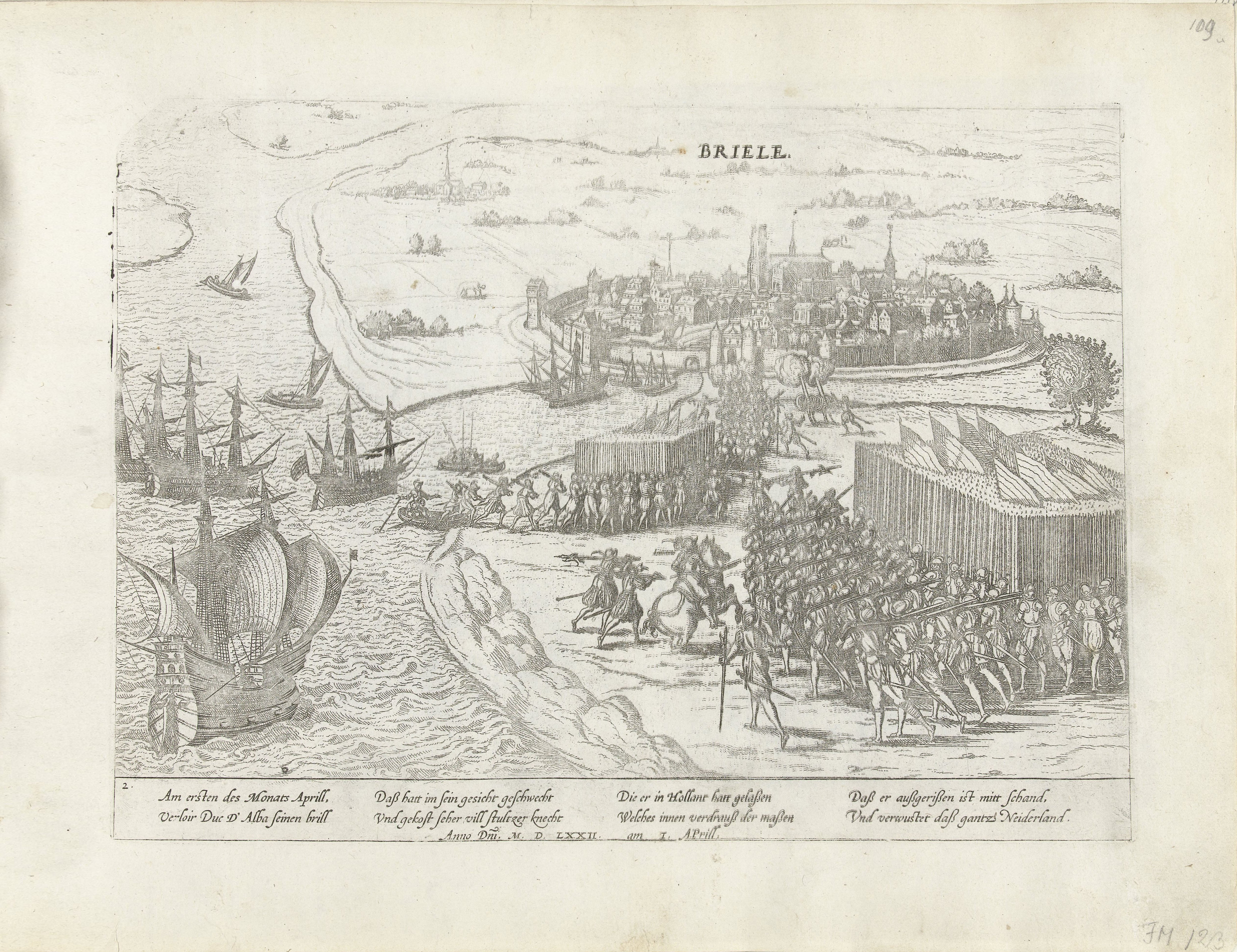
Dobytí Brielle (Frans Hogenberg)

Nizozemští studenti se učí krátkou říkanku, aby si tuto událost zapamatovali:
Op 1 april verloor Alva zijn bril,
což znamená „1. dubna ztratil Alva brýle“, což je slovní hříčka s podobností názvu města Brielle nebo Den Briel s brýlemi.
Dobytí Brielle dodnes jeho obyvatelé slaví každý rok 1. dubna, na apríla. Slavnosti zahrnují rekonstrukci bitvy a tradicí zvanou kalknacht (křídová noc), kdy během noci před slavností píše většinou dospívající mládež vápennou křídou hesla a kreslí obrázky na okna. Tradice kalknachtu je mnohými odsuzována, a poté, co byla některými účastníky použita latexová barva, která v roce 2002 způsobila škody na autech, ulicích a domech, policie často pokutuje každého, kdo je přistižen s křídou. Původ křídové noci leží v údajné aktivitě místních obyvatel během dobývání, kdy měli pro gézy malovat křídou znamení na dveře občanů a úředníků, kteří byli loajální ke španělské vládě.

## Zajímavost
Nejstarší zmínka o předchůdci současné nizozemské vlajky (tzv, prinsenvlag), pochází ze zprávy o dobytí Brielle (vendelen orangien, wit en blaauw). Později se oranžovo-bílo-modrá vlajka stále více stávala symbolem povstání.

## V literatuře
Dobytí Brielle a jeho následky tvoří hlavní část zápletky v románu Cecelie Hollandové Mořští žebráci – i když vyobrazení v knize se v mnoha ohledech odchyluje od historických faktů.